# Joachim Henryk Przebendowski
Joachim Henryk Przebendowski herbu Przebędowski (ur. 1675 w Janiszewie, zm. 21 maja 1721 w Janowie Podlaskim) – polski duchowny katolicki, biskup łucki.

## Życiorys
Po ukończeniu jezuickiego gimnazjum, odbył studia w Paryżu, a następnie wstąpił do Seminarium Duchownego w Chełmnie. Święcenia kapłańskie przyjął 21 stycznia 1710, po czym podjął pracę w charakterze kanonika krakowskiej katedry i kolejno kustosza kolegiaty w Wiślicy. Prekonizowany przez papieża Papież Klemens XI na ordynariusza diecezji łuckiej (5 października 1716).
6 czerwca 1717 dokonał konsekracji świątyni pod wezwaniem św. Doroty Dziewicy i Męczennicy w Winnej Poświętnej. W 1719 roku uczestniczył w procesie przygotowawczym ogłoszenia św. Andrzeja Boboli błogosławionym. W 1721 roku afiliował kościół w Jarnicach do prepozytury węgrowskiej.
Pochowany w kolegiacie Świętej Trójcy w Janowie Podlaskim. 